# Unité urbaine de Lillebonne
L'unité urbaine de Lillebonne est une unité urbaine française centrée sur Lillebonne et Port-Jérôme-sur-Seine, deux communes de la Seine-Maritime au cœur de la quatrième unité urbaine de ce département.

## Données générales
Dans le zonage réalisé par l'Insee en 1999, l'unité urbaine était composée de deux communes, Lillebonne et La Frénaye.
Dans le zonage réalisé en 2010, l'unité urbaine était composée de quatre communes, l'unité urbaine s'étant agrandie de La Trinité-du-Mont et Notre-Dame-de-Gravenchon (qui constituait une unité urbaine monocommunale indépendante en 1999). En 2016, cette dernière fusionne avec trois autres communes (Auberville-la-Campagne, Touffreville-la-Cable et Triquerville) et devient la commune nouvelle de Port-Jérôme-sur-Seine, augmentant de ce fait la superficie et la population de l'unité urbaine.
Dans le nouveau zonage réalisé en 2020, elle est composée des quatre mêmes communes.
En 2022, avec 22 096 habitants, elle représente la 4e unité urbaine du département de la Seine-Maritime et occupe le 14e rang dans la région Normandie.

## Composition de l'unité urbaine en 2020
Elle est composée des quatre communes suivantes :
| Nom                   | Code Insee | Département    | Statut       | Superficie (km2) | Population (dernière pop. légale) | Densité (hab./km2) | Modifier                                    |
| --------------------- | ---------- | -------------- | ------------ | ---------------- | --------------------------------- | ------------------ | ------------------------------------------- |
| Lillebonne            | 76384      | Seine-Maritime | ville-centre | 14,66            | 8 708 (2022)                      | 594                | modifier les données · modifier les données |
| Port-Jérôme-sur-Seine | 76476      | Seine-Maritime | ville-centre | 30,50            | 10 392 (2022)                     | 341                | modifier les données · modifier les données |
| La Frénaye            | 76281      | Seine-Maritime | banlieue     | 10,02            | 2 079 (2022)                      | 207                | modifier les données · modifier les données |
| La Trinité-du-Mont    | 76712      | Seine-Maritime | banlieue     | 2,06             | 917 (2022)                        | 445                | modifier les données · modifier les données |

## Évolution démographique
| 1968   | 1975   | 1982   | 1990   | 1999   | 2009   | 2014   | 2020   |
| ------ | ------ | ------ | ------ | ------ | ------ | ------ | ------ |
| 17 623 | 20 916 | 21 373 | 21 600 | 21 808 | 21 421 | 21 627 | 21 966 |

#### Données générales
- Unité urbaine
- Aire d'attraction d'une ville
- Aire urbaine (France)
- Liste des unités urbaines de France

#### Données démographiques en rapport avec l'unité urbaine de Lillebonne
- Aire d'attraction de Lillebonne
- Aire d'attraction du Havre
- Arrondissement du Havre

#### Données démographiques en rapport avec la Seine-Maritime
- Démographie de la Seine-Maritime